# Kensakia shimodensis
Kensakia shimodensis is een eenoogkreeftjessoort uit de familie van de Porcellidiidae. De wetenschappelijke naam van de soort is voor het eerst geldig gepubliceerd in 2009 door Harris VA & Iwasaki.